# أيمن سليمان الأحمد
أيمن سليمان الأحمد (1984، الحسكة) هو كاتب وصحفي وباحث سوري مقيم في باريس. حاصل على إجازة في الحقوق من جامعة حلب. فاز بعدة جوائز أدبية وصحفية معروفة، أبرزها جائزة الشارقة للإبداع العربي عن مجموعته القصصية أنثى الماء (2015)، وجائزة سمير قصير لحرية الصحافة عن أفضل مقال رأي (2015). كتب في صحف عربية مثل العربي الجديد، وله مساهمات بحثية في قضايا حقوق الإنسان والعدالة الانتقالية مع مؤسسات دولية مثل CAREP Paris ومعهد العالم العربي بباريس.

## الحياة والتعليم
وُلد أيمن في مدينة الحسكة شمال شرق سوريا عام 1984، ودرس القانون في جامعة حلب، قبل أن ينتقل للعمل في المجالات الثقافية والحقوقية.

## المسيرة الأدبية
بدأ أيمن كتابة القصة القصيرة في بدايات الألفية، وفاز بعدد من الجوائز الأدبية المحلية والعربية. نال جائزة الشارقة للإبداع العربي عام 2015 عن مجموعته أنثى الماء، والتي تناولتها عدة قراءات نقدية، منها مقالة في القدس العربي بعنوان «دلالة الماء في أنثى الماء»

## العمل الصحفي والبحثي
عمل الأحمد في الصحافة الثقافية والسياسية، ونُشرت مقالاته في العربي الجديد، ووسائل إعلام أخرى. في 2015، فاز بـ جائزة سمير قصير لحرية الصحافة عن أفضل مقال رأي. كما ساهم في أبحاث تتعلق بضحايا الاختفاء القسري في سوريا ضمن CAREP Paris، وشارك في ندوات حول العدالة الانتقالية بمعهد العالم العربي بباريس.

## الجوائز
- جائزة سمير قصير لحرية الصحافة – أفضل مقال رأي (2015)[2]
- جائزة الشارقة للإبداع العربي – أفضل مجموعة قصصية (2015)[1]
- عدة جوائز أدبية محلية في سوريا بين 2008 و2010:[8]
  - جائزة عبد السلام العجيلي للقصة الرقة 2008
  - جائزة مهرجان الخابور الثالث الحسكة 2008
  - جائزة البتاني للقصة القصيرة  الرقة 2009
  - جائزة مسابقة القامشلي للأدب 2008
  - جائزة مهرجان الاشرقات -حمص 2008.
  - جائزة ابن طفيل- السويداء 2009

## أعمال منشورة
- أنثى الماء – مجموعة قصصية، الشارقة 2015.
- مقالات في العربي الجديد، ألترا صوت، موقع الجمهورية نت.
- دراسات بحثية في CAREP Paris ومعهد العالم العربي، واللجنة الدولية لشؤون المفقودين ICMP

## روابط خارجية
- صفحة أيمن الأحمد في العربي الجديد
- مقالات أيمن الأحمد في موقع الجمورية
- دراسة CAREP Paris
- international Commission on Missing Persons (ICMP)
- معهد العالم العربي